# Jean-Paul Servais
Jean-Paul Servais (Brussel, 13 september 1963) is een Belgisch bestuurder en topambtenaar. Sinds 2011 is hij voorzitter van de Autoriteit voor Financiële Diensten en Markten (FSMA), een instelling die toezicht houdt op de Belgische financiële sector. Van 2007 tot 2011 was hij voorzitter van de Commissie voor het Bank-, Financie- en Assurantiewezen (CBFA), de voorganger van de FSMA.

## Levensloop
Jean-Paul Servais behaalde een licentiaat in de rechten aan de Université libre de Bruxelles en studeerde economie en bedrijfskunde aan de Vrije Universiteit Brussel. In 1996 werd hij docent aan de ULB.
Van 1992 tot 1999 was hij kaderlid bij de Commissie voor het Bank- en Financiewezen (CBF) en de Commissie voor Boekhoudkundige Normen (CBN). Van 1999 tot 2002 was hij achtereenvolgens adjunct-kabinetschef en kabinetschef van minister van Financiën Didier Reynders (MR). In 2002 werd hij vicevoorzitter van de Commissie voor het Bank-, Financie- en Assurantiewezen (CBFA), dat toezicht hield op de Belgische financiële sector. In 2007 werd Servais in opvolging van Eddy Wymeersch voorzitter van deze instelling, die in april 2011 werd opgevolgd door de Autoriteit voor Financiële Diensten en Markten (FSMA). Servais' herbenoeming als voorzitter van de FSMA in 2013 was omstreden omdat hij en de FSMA de bankencrisis in 2008 niet zagen aankomen en vanwege Servais' toezicht op de bank Dexia.
Van 2000 tot 2014 was hij tevens voorzitter van de Hoge Raad voor Economische Beroepen. Hij volgde in deze hoedanigheid Koen Geens op en werd zelf door Jean-Marc Delporte opgevolgd.
Servais is tevens lid van de Commissie Corporate Governance.
In 2022 werd hij voorzitter van IOSCO, de wereldwijde organisatie van beurstoezichthouders. Hij was reeds ondervoorzitter sinds 2016.